# Piotr Przybyłowski
Piotr Paweł Przybyłowski (ur. 29 czerwca 1946 w Zgniłobłotach) – polski naukowiec, profesor nauk rolniczych, dr hab. nauk technicznych w zakresie technologii i chemii żywności.
Specjalność: towaroznawstwo artykułów spożywczych, technologia żywności i żywienia, zarządzanie jakością.

## Wykształcenie
- Ukończone studia: 1969, Akademia Rolniczo-Techniczna im. Michała Oczapowskiego w Olsztynie
- Uzyskany tytuł profesora: 1994, nauki rolnicze

## Pełnione funkcje
Dziekan Wydziału Przedsiębiorczości i Towaroznawstwa Akademii Morskiej w Gdyni (1986–1993, 2008–2016). W latach 1996–2002 pełnił funkcję rektora tej uczelni. Kierownik Katedry Zarządzania Jakością. Członek Polskiej Akademii Nauk. Członek Zarządu Polskiego Towarzystwa Technologów Żywności. Wiceprezes Polskiego Towarzystwa Towaroznawczego. Członek Zarządu Towarzystwa Przyjaciół Nauki w Gdyni. Były członek Zarządu Polskiego Towarzystwa Nautologicznego.

## Praca dydaktyczna
Promotor 7 doktorów i opiekun trzech doktorów habilitowanych.